# Втомлене світло
«Втомлене світло» (також «старіння світла», англ. tired light) — клас спростованих гіпотез, висунутих прихильниками стаціонарного Всесвіту, як альтернативного пояснення виявленої залежності червоного зміщення від відстані до об'єкта (тобто т.зв. закон Хаббла).
На відміну від теорій Великого вибуху і стаціонарного Всесвіту, ці гіпотези не передбачають розширення Всесвіту.
Концепцію вперше запропонував Фріц Цвіккі 1929 року, він припустив, що фотони втрачають енергію в зіткненнях з іншими частинками міжзоряного середовища. Альтернативні моделі гравітації стаціонарного Всесвіту найчастіше використовують старіння світла для пояснення закону Габбла.
Як вважалося, подібна гіпотеза не здатна побудувати повну космологічну картину, альтернативну теорії Великого Вибуху та має тільки історичний інтерес, оскільки суперечать спостереженням і не можуть пояснити увесь комплекс наявних даних, наприклад, таких як:
- Незалежність червоного зміщення від довжини хвилі;
- Відсутність розсіювання світла від далеких джерел[2];
- Спостережувана залежність тривалості таких космічних подій як спалахів наднових від відстані до них[3];
- Поширеність легких елементів[1];
- Наявність реліктового випромінювання і його анізотропію;
- Великомасштабна структура Всесвіту.

Однак, вже у 2023 році, фізики-теоретики з Оттавського університету в Канаді, поєднавши теперішню теорію розширення Всесвіту з додатковими поясненнями під назвою “гіпотеза втомленого світла”, прийшли до висновку, що Великий вибух міг відбутися 26,7 млрд років тому. Тобто, цілком можливо, що Всесвіт вдвічі старший, аніж це передбачають сучасні моделі.